# Инцидент в Инместаре
Инцидент в Инместаре — конфликт между евреями и христианами, произошедший между 415 и 419 годами в Сирии, одно из первых обвинений евреев в ритуальном убийстве. Это событие, описанное христианским церковным историком Сократом Схоластиком, произошло на фоне регулярных конфликтов между евреями и христианами в конце IV — начале V веков, нередко приводящих к межобщинному насилию. Большинство исследователей считает, что такое событие имело место, однако его точная датировка, место и детали произошедшего, включая связь с еврейским религиозным праздником Пурим, являются предметом научной дискуссии.

## Описание события Сократом Схоластиком
Спустя некоторое время евреи были наказаны и за другие преступления против христиан. В месте под названием Инместар, расположенном между Халкисом и Сирийской Антиохией, у евреев было принято отмечать [Пурим] весельем и шутовскими забавами. Делая многие глупости в ходе этого праздника, на этот раз они зашли слишком далеко в своем опьянении, стали насмехаться над христианами и шутить даже над самим Христом. Они насмехались над крестом и над теми, кто верит в Распятого [...] Они взяли христианского ребенка и привязали его к кресту и так повесили [на крест]. Сначала они издевались и насмехались над ним. Но по прошествии некоторого времени они потеряли контроль над собой и замучили ребенка до смерти. Отсюда произошла глубокая вражда между ними и христианами. Это стало известно властям. Были посланы приказы магистратам в провинциях обнаружить виновных и наказать их. Так евреи того места были наказаны за преступление, совершенное ими из шутовства.
Впервые описание инцидента опубликовано в V веке в сочинении христианского церковного историка Сократа Схоластика. По его словам, в городе Инместаре (в Сирии близ Антиохии, ныне территория Турции) пьяные евреи схватили христианского ребёнка, привязали его к кресту и мучили его, пока он не умер. Сократ Схоластик утверждает, что всё это делалось с целью издевательства над христианами и самим Иисусом Христом.

## Датировка и определение места
Сократ Схоластик не указывает точного времени события. Известно, что он не был прямым свидетелем инцидента, поскольку жил в Константинополе и получил эти сведения от кого-то, кто приехал из региона Антиохии. По хронологии изложения автора это событие можно датировать между мартом 415 и августом 419 г.г. Летописец Феофан Византийский, писавший об этом во второй половине VI века, очевидно ошибочно утверждает, что событие случилось в 408 году, внося своей небрежностью дополнительную путаницу с датировкой.
Отдельным вопросом является место, где произошёл конфликт. Исходные греческие рукописи Сократа называют место др.-греч. Ἰνμεστάρ. Позднее использовались также др.-греч. εἰς τὸ Ιμμον, латинская версия лат. Mestar. Редактор книги «Феодор Анагност, Церковная история» Гюнтер Хансен высказал гипотезу о связи названия места происшествия c именем персонажа Ветхого завета Амана, отрицательного героя еврейского религиозного праздника Пурим. Польский историк Кристина Стебницкая считает, что надёжнее принять традиционное объяснение, указывающее на Имму, город, расположенный примерно в 35 км от Антиохии, но свидетельств существования там еврейской общины не сохранилось. Хотя обстоятельства и место события точно установить невозможно, по мнению Стебницкой, историчность самого события сомнений не вызывает.

## Историография
Жак Баснаж, гугенотский пастор из Руана, в 1706 году в Роттердаме описал инцидент в Инместаре, предполагая, что сначала евреи, празднуя Пурим, вешали изображения Амана на виселицы, а затем заменили их крестами, которые сжигали. Христиане, по мнению Баснажа, сочли это богохульством и оскорблением Иисуса Христа. В 1711 году Баснаж дополнил свою версию событий, соединив её с имперским законодательством 408 года («Кодекс Феодосия»), согласно которому евреям было запрещено насмехаться на христианством во время празднования Пурима. В дальнейшем историки Генрих Грец и Джеймс Джордж Фрэзер также писали, что евреи вешали на крест чучело Амана. Раввин Исраэль Леви написал рецензию на книгу Фрэзера, пояснив, что инцидент в Инместаре был единичным случаем и не представлял собой надлежащего празднования Пурима в соответствии с канонами иудаизма. В дальнейшем по мере усиления антисемитизма в Европе случай в Инместаре неоднократно упоминался как пример еврейской ненависти к христианам и еврейского ритуального убийства.
Монтегю Джеймс, готовивший в 1896 году вместе с Августом Джессопом издание книги Томаса Монмутского «Жизнь и чудеса святого Вильяма из Норвича», был убеждён, что смерть ребёнка в Инместаре не была преднамеренным ритуальным убийством. Автор классической «Всемирной истории евреев» Семён Дубнов и современной испанский антиковед Рауль Салинеро отвергли возможность убийства в Инместаре. Дубнов считал, что это было преувеличение, а Салинеро называет убийство слухами, которые специально распускало христианское духовенство.
В связи с тем, что в еврейских источниках поздней античности говорится о распятии Амана, то радость и веселье в сочетании с распятием вызывали напряжение в отношениях с христианами, для которых распятие, ассоциируемое с страданиями Христа, поводом для радости быть не могло. Однако, Кристина Стебницкая отмечает, что Сократ Схоластик, с одной стороны, не был непосредственным свидетелем события, а с другой — он не дает не только точной датировки, позволяющей определить отношение к Пуриму, но и никакой привязки к религиозному контексту. Он пишет только о «радости» и еврейских «играх» (др.-греч. παίγνια ἐπετέλουν τινά). Также она считает, что, поскольку «Кодекс Феодосия» 408 года о запрете во время еврейских праздников насмехаться над христианством, был принят и существовал уже продолжительное время, то в случае такого нарушения, церковные историки подчеркивали бы религиозный характер конфликта, а не затушёвывали его. Генри Абрамсон отмечал, что римский запрет насмешек и издевательств над христианами во время празднования Пурима был направлен не против еврейского обычая как такового, а против неправильного поведения, осуждаемого также еврейскими религиозными авторитетами. Рауль Салинеро писал, что радостная и разгульная атмосфера Пурима легко могла привести к оскорбительным инцидентам в отношении христиан. Он отмечает, что в формуле отречения от еврейской религии при обращении в христианство, принятой в VI веке, особо оговаривался запрет на празднование Пурима.
Альберт Эрман отмечает, что это самое раннее из обвинений в ритуальных убийствах, известных затем в Средневековье, после обвинений со стороны эллинистических литераторов Апиона и Демокрита, писавших о еврейском ритуальном каннибализме. Событие произошло на фоне регулярных конфликтов между евреями и христианами в конце IV — начале V веков в Римской империи и Византии, нередко приводящих к межобщинному насилию. Рауль Салинеро даже говорит о «пике … социальной враждебности» против евреев в христианской империи. Это был период масштабных разрушений синагог и атак на еврейские общины со стороны христиан, в связи с чем императоры Феодосий и Гонорий регулярно издавали предписания с запретом таких действий. Краткая еврейская энциклопедия утверждает, что кровавый навет в Инместаре стал поводом для погрома в Антиохии в 423 году — тогда христиане убили многих членов местной еврейской общины и разрушили городскую синагогу. Запись Схоластика — это версия христианского мира, которую этот мир считал достоверной в рамках своих стереотипных представлений о евреях. Празднование Пурима и впоследствии не раз давало поводы христианам для обвинений евреев в ритуальных убийствах.

## Влияние на последующие обвинения
Связь конфликта в Инместаре с кровавым наветом в Средневековье является предметом научной дискуссии. Некоторые учёные (в частности, Сесил Рот) считали, что этот случай лёг в основу кровавого навета на евреев в Европе начиная с убийства Вильяма Норвичского в Англии в XII веке. Сало Барон, хотя и полемизировал с теорией Рота, тем не менее, полагал, что некоторые фантазии о ритуальных убийствах евреями христианских детей могли достигнуть Европы и придать правдоподобие аналогичным обвинениям. Однако канадский медиевист Гэвин Ленгмюр в 1984 году показал, что инцидент в Инместаре не упоминался историками до XII века, хотя с сочинениями Схоластика в переводе на латынь они были знакомы. Как считал Ленгмюр, средневековый кровавый навет, начавшийся с обвинения евреев в убийстве Вильяма в Норвиче, не связан с конфликтом в Инместаре. Со своей стороны, Рауль Салинеро обращает внимание, что мы не можем достоверно исследовать все возможные каналы передачи информации в то время, а поразительное сходство обвинений возникших через несколько столетий вряд ли можно считать случайным. Он пишет, что «мы можем интуитивно понять, что обвинение в ритуальном преступлении пробивалось из поздней античности в средневековый мир через различные хитросплетения, из которых мы потеряли необходимые ключи, которые позволили бы нам проследить его точные маршруты во мраке истории, но чьи отличительные черты отчетливо заметны, несмотря на вековую дистанцию».